# タベルナンチン
タベルナンチン(Tabernanthine)は、イボガ(Tabernanthe iboga)に含まれるアルカロイドである。
中毒がどのように脳に作用するかということに関する研究室での実験に用いられてきた。
タベルナンチンは、ラットにおいて、コカインやモルヒネの自己投与を長期間抑制した。